# Stomp 442
Stomp 442 è il settimo album in studio pubblicato dalla band thrash metal statunitense Anthrax nel 1995. Per l'album sono stati presentati due singoli, Fueled e Nothing.
È il primo album degli Anthrax a non avere Dan Spitz alla chitarra.

## Accoglienza
Stephen Thomas Erlewine di AllMusic diede all'album due stelle su cinque descrivendo l'album come "una collezione generica di brani speed metal pompati" aggiungendo che l'album è "un'esperienza scoraggiante".

## Tracce
- Tutti i brani sono scritti da John Bush e Scott Ian mentre la musica è composta da Charlie Benante

1. Random Acts of Senseless Violence – 4:02
2. Fueled – 4:02
3. King Size – 3:58 (assolo di chitarra di Dimebag Darrell)
4. Riding Shotgun – 4:25 (assolo di chitarra di Dimebag Darrell)
5. Perpetual Motion – 4:18
6. In a Zone – 5:06
7. Nothing – 4:33
8. American Pompeii – 5:30
9. Drop the Ball – 4:59
10. Tester – 4:21
11. Bare – 5:29

### Bonus tracks presenti nellaRemasterdel 2001
1. Grunt and Click (Benante, Bush, Bello, Ian)
2. Dethroned Emperor (cover dei Celtic Frost) (Tom Fischer)
3. Celebrated Summer (cover dei Hüsker Dü) (Bob Mould)
4. Watchin' You (cover dei KISS) (Gene Simmons)

### Bonus tracks, apparse solo nella riedizione giapponese
1. Remember Tomorrow
2. Grunt and Click
3. Watching You

## Formazione
- John Bush - voce
- Scott Ian - chitarra
- Frank Bello - basso
- Charlie Benante - batteria